# ID (album Viki Gabor)
ID – drugi album studyjny polskiej piosenkarki Viki Gabor, wydany 18 listopada 2022 roku nakładem wytwórni Sony Music Entertainment Poland.
Płyta w pierwszym tygodniu sprzedaży uplasowała się na dwudziestym czwartym miejscu oficjalnej listy sprzedaży (OLiS).

## Lista utworów
Opracowano na podstawie materiału źródłowego.
1. Napad Na Serce
2. Barbie
3. Cute (feat.Margaret)
4. Toxic Love
5. Moonlight
6. Could Be Mad
7. 15 Lat
8. Bye Bye Bye
9. Lollipop
10. I Should Let Them Know
11. Delayed Reaction